# Jan Stasstraat
De Jan Stasstraat is een straat in de Belgische stad Leuven die het Monseigneur Ladeuzeplein verbindt met de Bondgenotenlaan. Oorspronkelijk ging ze maar tot aan de Bogaardenstraat.
Voor ze naar Jean Stas werd vernoemd, heette de straat Schoonzichtstraat, verfranst naar Rue de Belle Vue.

## Zijstraten
- Monseigneur Ladeuzeplein
- Vital Decosterstraat
- Bogaardenstraat
- Bondgenotenlaan